# Vila Rica (Cariacica)
Vila Rica é um bairro do município brasileiro de Cariacica, Espírito Santo.